# Západní Německo na zimních olympijských hrách
Západní Německo na zimních olympijských hrách startuje od roku 1968. Toto je přehled účastí, medailového zisku a vlajkonošů na dané sportovní události.

## Účast na Zimních olympijských hrách
| Dějiště ZOH            | ZOH      | Vlajkonoš         | Zlatá medaile | Stříbrná medaile | Bronzová medaile | Celkem |
| ---------------------- | -------- | ----------------- | ------------- | ---------------- | ---------------- | ------ |
| 1968 Grenoble          | ZOH 1968 | Hans Plenk        | 2             | 2                | 3                | 7      |
| 1972 Sapporo           | ZOH 1972 | Walter Demel      | 3             | 1                | 1                | 5      |
| 1976 Innsbruck         | ZOH 1976 | Wolfgang Zimmerer | 2             | 5                | 3                | 10     |
| 1980 Lake Placid       | ZOH 1980 | Urban Hettich     |               | 2                | 3                | 5      |
| 1984 Sarajevo          | ZOH 1984 | Monika Pflugová   | 2             | 1                | 1                | 4      |
| 1988 Calgary           | ZOH 1988 | Peter Angerer     | 2             | 4                | 2                | 8      |
| Celkem                 | 6        |                   | 11            | 15               | 13               | 39     |
| Zdroj na Olympedia.org |          |                   |               |                  |                  |        |